# Coccophagus tetrastichoides
Coccophagus tetrastichoides is een vliesvleugelig insect uit de familie Aphelinidae. De wetenschappelijke naam is voor het eerst geldig gepubliceerd in 2006 door Sugonjaev.